# خجالتی (فیلم)
خجالتی (انگلیسی: Girl Shy) فیلمی در ژانر کمدی رمانتیک به کارگردانی فرد سی. نیومیر و سام تیلور است که در سال ۱۹۲۴ منتشر شد. از بازیگران آن می‌توان به هارولد لوید، گاس لئونارد، والاس هاو، چارلز استیونسون، ریچارد دنیلز و جوبینا رالستون اشاره کرد.

## تصاویر فیلم

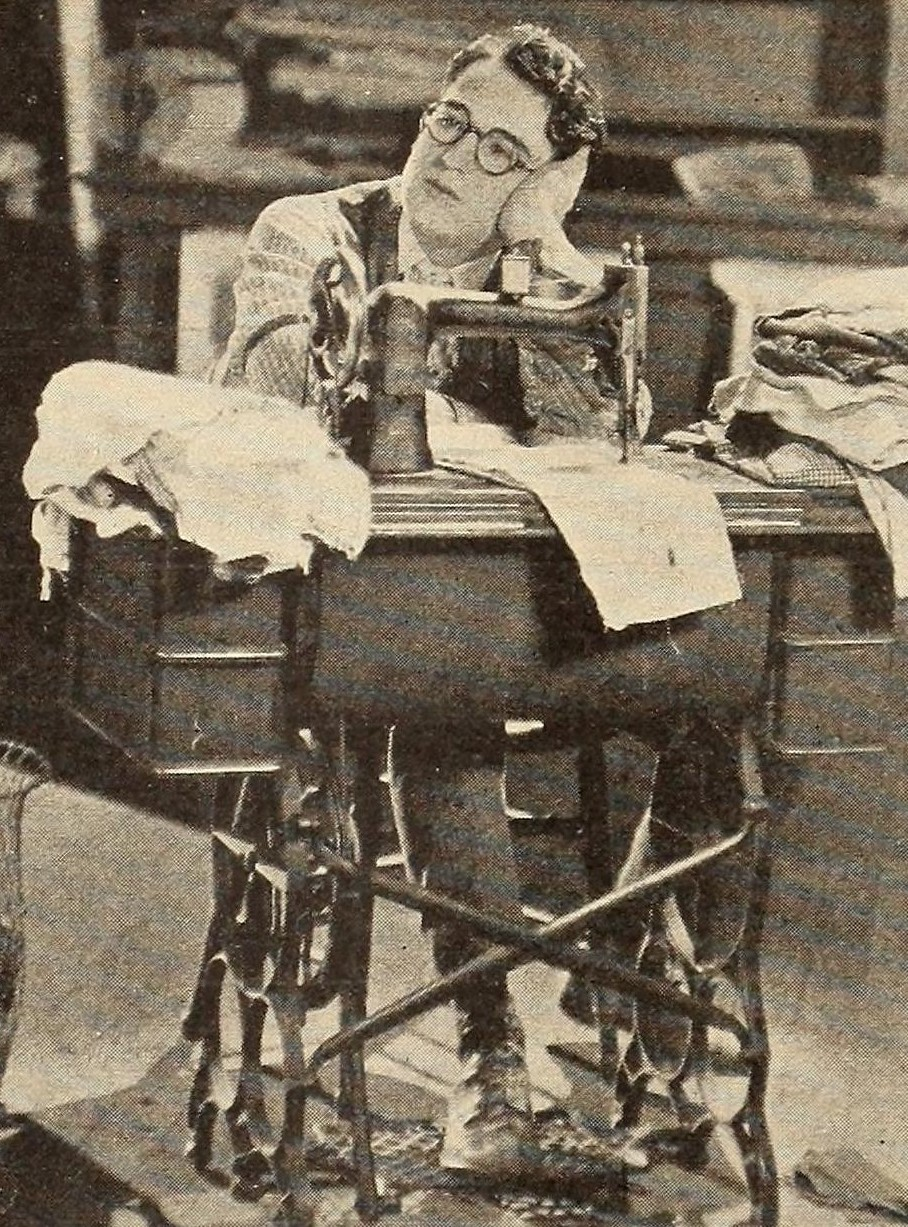
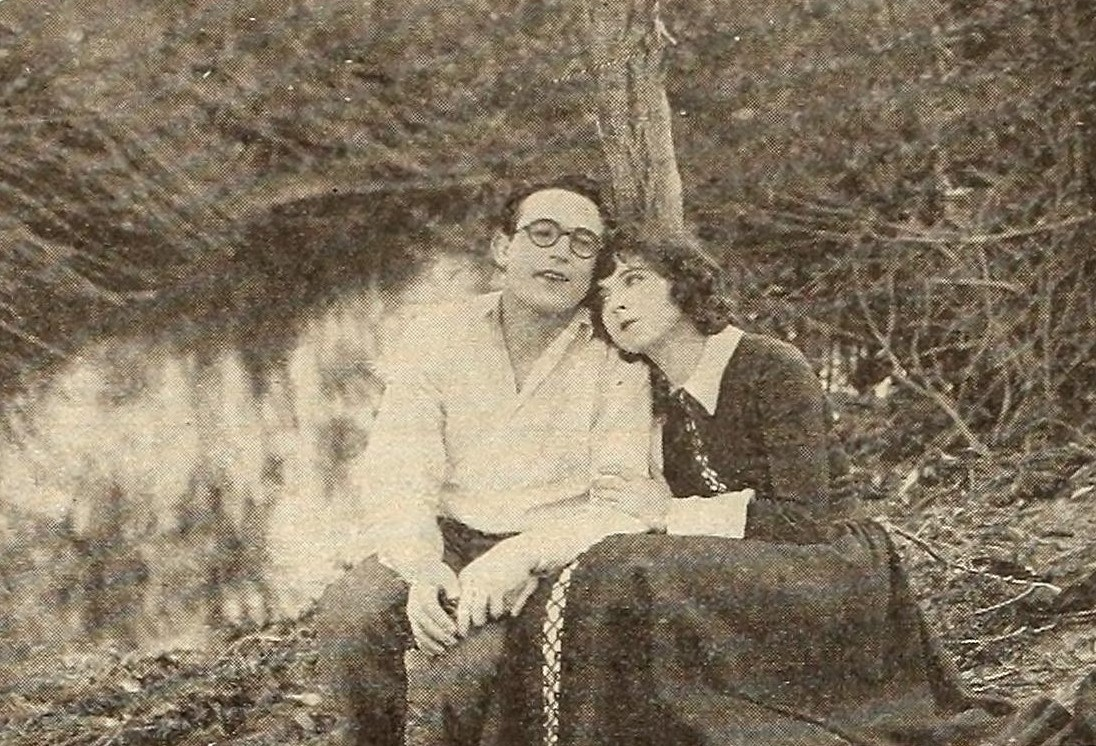